# Оберланщайн
Оберланщайн (на немски: Oberlahnstein) е част от град Ланщайн в Рейнланд-Пфалц. До 1969 г. е самостоятелен град.
Оберланщайн се намира на дясната страна на Рейн и на лявата страна на река Лан, на вливането на Лан в Рейн.